# Valère Depauw
Valère Marcel Depauw (* 7. April 1912 in Ronse; † 2. August 1994 in Brasschaat) war ein belgischer Schriftsteller und flämischer Nationalist.

## Leben
Depauw wurde 1912 in Ostflandern als Sohn eines Textilfabrikanten geboren.
Mit 15 Jahren begann er eine Lehre im Textilgeschäft seines Vaters. Bereits in dieser Zeit solidarisierte er sich mit der flämischen Arbeiterklasse und begann sich politisch zu engagieren. Mit 16 Jahren trat er dem Christen Volksbond (Christlichen Volksbund), einer katholischen Arbeiterbewegung unter Leo Vindevogel bei. In seinem 1974 erschienenen, politisch motivierten Roman „Uit alle dalen der herinnering“ beschreibt er diese Phase der Radikalisierung.
Von 1927 bis 1938 war er Geschäftsführer der väterlichen Textilfabrik „Fabrique de tissus en tous genres“. 1934 verfasste er für das finanziell angeschlagene Theater des Christen Volksbonds sein erstes Theaterstück. Hier entwickelte er erstmals die Figur des Tavi, einer volkstümlichen Heldenfigur, die er 1937 als Protagonisten in seinem ersten Roman verarbeitete. Auch das Theaterstück, von dem er bald eine Fortsetzung schrieb, blieb über viele Jahre ein Erfolg. Durch die Wirtschaftskrise dieser Jahre in Mitleidenschaft gezogen, brach er 1938 mit der Fabrikantenlaufbahn und wurde Buchhändler in Gent.
Bei Kriegsausbruch wurde Depauw zum Militärdienst eingezogen und nahm an der 18-Tage-Kampagne von 1940 teil. Dabei  geriet in deutsche Kriegsgefangenschaft, aus der er Ende 1941 entlassen wurde. Seine Erlebnisse in der Kriegsgefangenschaft im Stalag 17 im österreichischen Gneixendorf verarbeitete Depauw in den Novellen „Kerstmis in het Stalag“, „Offergang“ und „Een man keert terug“.
Zwischen 1942 und 1944 arbeitete er als Vertreter beim Brüsseler Verlag Manteau. Wegen des Verdachts der Kollaboration wurde Depauw 1945 für ein Jahr inhaftiert. Während seiner Internierung verfasste er, meist unter dem Pseudonym Peter Pann, zahlreiche Liebesromane, die später bei Manteau verlegt wurden. Nach dem Krieg war er unter anderem als Journalist tätig und schrieb auch für das satirische Wochenblatt Rommelpot. 1946 gründete er in Koekelberg den Verlag „De Belhamel“. Zwischen 1955 und 1969 war er Herausgeber der belgischen Wochenzeitung Panorama, die in Niederländisch und Französisch erscheint. In den 1970er Jahren befasste er sich kurzzeitig mit Parapsychologie, verdiente sich aber ausschließlich als Schriftsteller.
Literarisch bedeutend ist seine Sibyllietrilogie („Bijwijlen lief, bijwijlen leed“ (1981), „Ik ben zo wijd“ (1982) und „Bevrijd van alle nood“ (1984)), die vom Leben der adeligen Sybillie van Gaege und der Lutgard von Tongern handelt.

## Pseudonyme
Depauw veröffentlichte auch unter den Pseudonymen Piet Canneel, Georges Darius, Jan Eyck, Bernhard van Goor, Jerome de Gryse, Claudine Lagarde, Nicole Ménetier, Jean Montreal, Peter Pann und René Solitaire.

## Werke (Auswahl)
- Tavi. Lebensgeschichte eines flämischen Taugenichts. Droste Verlag, Düsseldorf 1941, (Deutsche Übersetzung Erich Stück)
- Die Tuchweber von Flandern. Pattloch Verlag, Aschaffenburg 1952. (Deutsche Übersetzung Georg Hermanowski)
- Nebel über dem Moor. Manz Verlag, München 1958. (Deutsche Übersetzung Georg Hermanowski)
- Jeder Vogel hat sein Nest. Pallotti-Verlag, Friedberg 1960. (Deutsche Übersetzung Georg Hermanowski)
- Auftrag in Guernika. Matari-Verlag, Hamburg 1967. (Deutsche Übersetzung Georg Hermanowski)
- Wahlkampf in Bonnrode. Matari-Verlag, Hamburg 1969. (Deutsche Übersetzung Georg Hermanowski)

## Auszeichnungen
- 1950 Romanpreis der Provinz Antwerpen für „De zege van het verzaken“
- 1979 Preis der Vlaamse Interprovinciale Commissie voor Letterkunde für „Op weg naar Montségur“
- 1984 Scriptores Christiani für „De uiterste hoeksteen“
- 1985 Karel Barbierprijs der Königlichen Akademie für Niederländische Sprach- und Literaturwissenschaften (KANTL) für die Sibyllietrilogie
- 1989 Preis der Provinz Antwerpen für sein Gesamtwerk